# Benzotiazol
Benzotiazol é um composto heterocíclico aromático com a fórmula química 
C7H5NS. É um líquido incolor e levemente viscoso.